# Dicyclinidae
Dicyclinidae es una familia de foraminíferos bentónicos de la superfamilia Ataxophragmioidea, del suborden Ataxophragmiina y del orden Loftusiida. Su rango cronoestratigráfico abarca desde el Albiense (Cretácico inferior) hasta el Santoniense (Cretácico superior).

## Discusión
Clasificaciones previas incluían Dicyclinidae en el suborden Textulariina del orden Textulariida o en el orden Lituolida.

## Clasificación
Dicyclinidae incluye al siguiente género:
- Dicyclina †